# Фабрика банкнотного паперу Національного банку України
Фабрика банкнотного паперу Національного банку України — виробничий підрозділ Національного банку України, основною функцією якого є виробництво банкнотного та захищених видів паперу. Єдине підприємство в Україні, яке виготовляє банкнотний папір. 
Розміщується в місті Малині Житомирської області.

## Історія
Проектну документацію на будівництво фабрики банкнотного паперу було розроблено Українським державним інститутом з проектування підприємств паперової промисловості (УкрДІПроПапір). Генеральним підрядником будівництва  стала корпорація «Укрбуд».
12 серпня 1992 року уряд та Національний банк України підписали субконтракт із Державним поліграфічним інститутом Італії та італійською фірмою «Фабріано» ("Cartiere Miliani Fabriano S.p.A.") на виготовлення і постачання сучасного технологічного устаткування для виробництва 2100 тонн банкнотного паперу на рік.
Спорудження фабрики розпочалося у I кварталі 1994 року, а завершилося в IV кварталі 1995-го. Монтаж обладнання тривав до червня 1996 року. Роботу виконували українські фахівці під керівництвом і за участі італійських спеціалістів.
02 серпня 1996 року о 20 годині 21 хвилині було виготовлено перший український папір для банкнот. 
07 жовтня 1996 року уперше виготовлено папір із водяним знаком.
Офіційна дата введення в експлуатацію фабрики – 01 квітня 1997 року.
З 2016 року фабрика банкнотного паперу — структурний підрозділ Банкнотно-монетного двору Національного банку України, що здійснює перший етап створення гривні — виробництво її паперової основи.
Перші українські гривні, що були надруковані на банкнотному папері з багатотоновими фіксованими водяними знаками, який був виготовлений на фабриці — банкноти номіналом 5 гривень зразка 1997 року, введені в обіг з 1 вересня 1998 року.

## Діяльність
Фабрика банкнотного паперу  — високотехнологічне та сучасне підприємство, яке завдяки інноваційному комплексному переоснащенню у 2010 році, здатне виготовляти близько 3 500 тонн банкнотного та захищеного паперу на рік. Усього за роки існування (станом на 01.04.2017) фабрика виготовила 33 000 тонн високозахищеного паперу.
Захисні ознаки, що формуються в процесі виготовлення банкнотного паперу, частіше всього не можуть бути відтворені поліграфічним способом і тому мають додаткову цінність.Тільки на етапі виготовлення банкнотного паперу може застосовуватися до 10 елементів захисту як для машинного розпізнавання, так і ознак, які визначаються за допомогою органів людських відчуттів (зір, слух, дотик) та простих підручних засобів.
Саме в Україні на фабриці банкнотного паперу вперше в світі була виготовлена серійна продукція із найсучаснішою захисною стрічкою RAPID фірми Crane Currency шириною 4 – 6 мм.
Фабрика має змогу забезпечувати як внутрішні потреби України, так і виконувати замовлення інших держав. Одним із доказів успішної роботи фабрики є реалізація її експортних можливостей. За 2015 - початок 2016 року фабрика виготовила та поставила на експорт понад 700 тонн банкнотного паперу, з них більше 90% – підвищеної зносостійкості (так званих довговічних марок паперу).

## Продукція
Асортимент освоєної продукції налічує 50 видів паперу.
Продукція фабрики банкнотного паперу:
- банкнотний папір;
- папір для паспортів громадянина України та закордонних паспортів;
- папір для виробництва акцизних марок;
- папір для виборчих бюлетенів;
- інші види спеціального паперу, які забезпечують високий рівень захисту.